# Stefano Sorrentino
Stefano Sorrentino (Cava de' Tirreni, Provincia de Salerno, Italia, 28 de marzo de 1979) es un exfutbolista italiano que jugaba como portero.
En enero de 2020, tras llevar más de seis meses sin equipo, anunció su retirada como futbolista profesional.

## Carrera
Hijo del también portero Roberto Sorrentino, se formó en las categorías inferiores de Lazio y Juventus de Turín. En 1997 fue incorporado al primer equipo de los bianconeri, sin jugar ni un partido. El año siguiente fue traspasado al Torino, donde tuvo continuidad y donde permaneció siete años —salvando dos cesiones a equipos menores como la Juve Stabia o el Varese—, en 2005 comenzó su andadura griega con el AEK Atenas, en la que fue titular en los dos años que jugó, siendo recordado por un partido contra el A.C. Milan en Champions en el que paró todo lo que le tiraron, en especial desquició a Filippo Inzaghi.
Fue fichado para la 2007-08 por el Recreativo de Huelva español para suplir a López Vallejo como titular, en principio compitiendo con Mariano Barbosa, aunque Sorrentino jugó los 38 partidos de liga, siendo uno de los baluartes del equipo ese año, a pesar de encajar 1.6 goles por partido, fue muy valorado por la afición. Su buen año le sirve para volver a la Serie A, en concreto al Chievo Verona, tras rechazar ofertas de Juventus y Cagliari, ya que en esos equipos no iba a ser titular indiscutible. En 2013 fichó por el Palermo, donde ganó la liga de Serie B 2013-14 ganando el ascenso a la máxima serie. En julio de 2016 regreso al Chievo Verona. Al finalizar la temporada 2018-19 decide abandonar el club tras su descenso a la serie B.

## Clubes
| Club                               | País   | Año         | PJ  | Goles |
| ---------------------------------- | ------ | ----------- | --- | ----- |
| Juventus F.C.                      | Italia | 1997 - 1998 | 0   | 0     |
| Torino F.C.                        | Italia | 1998 - 1999 |     |       |
| S.S. Juve Stabia (cedido)          | Italia | 1999 - 2000 | 0   | 0     |
| Varese F.C. (cedido)               | Italia | 2000 - 2001 | 30  | 0     |
| Torino F.C.                        | Italia | 2001 - 2005 |     |       |
| A.E.K. Atenas                      | Grecia | 2005 - 2007 | 61  | 0     |
| R.C. Recreativo de Huelva (cedido) | España | 2007 - 2008 | 37  | 0     |
| A.C. ChievoVerona                  | Italia | 2008 - 2013 |     |       |
| U.S. Palermo                       | Italia | 2013 - 2016 | 117 | 0     |
| A.C. ChievoVerona                  | Italia | 2016 - 2019 | 103 | 0     |

## Palmarés

### Campeonatos nacionales
| Título  | Club         | País   | Año         |
| ------- | ------------ | ------ | ----------- |
| Serie B | U.S. Palermo | Italia | 2013 - 2014 |